# Sphenoptera altaica
Sphenoptera altaica es una especie de escarabajo del género Sphenoptera, familia Buprestidae. Fue descrita científicamente por Cobos en 1968.

## Distribución
Habita en la región paleártica.